# Группа генеральных инспекторов Министерства обороны СССР
Группа генеральных инспекторов Министерства обороны СССР (в просторечном обиходе была известна как «райская группа») — орган при Министерстве обороны СССР, существовавший с 1958 по 1992 год.

## История
Группа генеральных инспекторов была создана секретным постановлением Совета Министров СССР 30 января 1958 года № 149-63.
В целях использования опыта и знаний маршалов, адмиралов, генералов армии, генерал-полковников и некоторых генерал-лейтенантов и вице-адмиралов, достигших такого возраста, когда по состоянию здоровья и перспективам на дальнейшее использование они не могут продолжить работу с полной нагрузкой.
— Из Постановления Совета Министров СССР от 30 января 1958 года.
По представлению министра обороны, в эту группу зачислялись лица из числа бывшего высшего руководящего состава с большим практическим опытом, а также другие бывшие крупные военачальники и специалисты на должности генеральных инспекторов, военных инспекторов-советников и военных консультантов.
В приказе министра обороны СССР № 037 от 12 февраля 1958 года было сказано, что Группа является организацией, выполняющей периодические задания по отдельным важным вопросам боевой и оперативной подготовки войск, строительства и дальнейшего развития Вооруженных Сил, теории и истории военного искусства и военной техники.
В 1958 году в Группу были назначены Маршал Советского Союза Андрей Ерёменко, Адмирал
Флота Советского Союза Иван Исаков, главный маршал артиллерии Николай Воронов, маршал войск связи Иван Пересыпкин, генералы армии Александр Горбатов, Станислав Поплавский, Иван Тюленев, Андрей Хрулёв, адмиралы Абанькин, Басистый, Левченко, Берг, генерал-полковники Белокосков, Болдин, Сусайков, Чечулин, Шалин, Шарохин, Шумилов, генерал-лейтенант Пронин.
Работа в войсках включала выезды на манёвры и учения, чтение лекций и руководство экзаменационными комиссиями в военных академиях и училищах.
Распоряжением Председателя Совета Министров СССР Н. С. Хрущёва от 20 июля 1960 года в Группу генеральных инспекторов стали зачислять только со звания генерала армии и лишь в отдельных случаях генерал-полковников «за особые заслуги». Из живших в то время крупнейших полководцев-героев Великой Отечественной войны, вышедших на пенсию, в Группу не был зачислен Маршал Советского Союза Г. К. Жуков, находившийся в опале.
В начале 1980-х годов в Группе существовало три должности: генеральный инспектор (мог быть назначен Маршал Советского Союза, Адмирал Флота Советского Союза и Главный маршал рода войск), военный инспектор—советник (назначались генералы армии , маршалы родов войск и адмиралы флота) и консультант, на которую назначались генерал-полковники и адмиралы. Причем в отличие старших должностей, на которую назначались практически все, кому было присвоено соответствующее воинское звание, на должность консультанта назначались генерал-полковники в исключительных случаях. Также в исключительных случаях военачальники получали очередное воинское звание. Так генерал-полковник Кожедуб через 7 лет пребывания в группе стал маршалом авиации. За всю историю своего существования в ней было также два гражданских лица.
В армейских разговорах, особенно в среде офицеров, данную Группу иронически именовали «райской». Члены Группы получали оклад, им предоставлялись служебная машина (при использовании по неслужебным делам — по предварительной заявке и с компенсацией за бензин) и государственная дача, за каждым членом Группы закреплялся референт и помощник-адъютант (на должности подполковника). Приезжали они на работу к 10 часам утра и всего три дня в неделю — понедельник, среда и пятница. Маршалы, генералы и адмиралы продолжали служить, проводили инспекторские поездки в войска, вели депутатскую, военно-научную работу, писали книги по военному делу и мемуары.
Группа располагалась в комплексе зданий Министерства обороны СССР на Фрунзенской набережной, на 5 и 6 этажах.
В разные годы в группу входило от 30 до 40 бывших военачальников, практически все Маршалы Советского Союза, почти все маршалы родов войск и генералы армии, жившие в то время и уволенные с высоких постов по возрасту. Для многих служба в Группе была предпоследней строкой в биографии.

## Упразднение
Первая попытка упразднить группу была предпринята в 1988 году министром обороны СССР Д. Т. Язовым. В результате группа была сокращена вдвое — из неё были уволены все генерал-полковники. Полностью упразднить Группу генеральных инспекторов удалось Главнокомандующему Объединёнными вооружёнными силами Содружества Независимых Государств маршалу авиации Е. И. Шапошникову. Причиной упразднения называлось зачисление в группу гражданского человека — бывшего заместителя председателя Совета обороны, первого секретаря Московского горкома КПСС, секретаря ЦК и члена Политбюро Л. Н. Зайкова, никогда не служившего в армии и имевшего воинское звание старший лейтенант запаса. Это был второй, за историю существования Группы, гражданский человек. Первым был бывший министр тяжёлого и транспортного машиностроения СССР С. А. Афанасьев.
Группа была упразднена Указом Президента Российской Федерации Бориса Ельцина от 11 января 1992 года № 13. Указ отправил в отставку 53 человека — главных маршалов родов войск и маршалов родов войск, генералов армии, адмиралов флота, генерал-полковников, адмиралов. Правовой основой упразднения Группы генеральных инспекторов стало установление президентом Российской Федерации предельного срока службы для генерал-полковников и генералов армии — 60 лет. Расформирование Группы прошло безболезненно для её членов — им были сохранены пенсии со всеми надбавками, комфортное жильё, медицинское обслуживание, пользование служебными машинами Генштаба по предварительной заявке (с компенсацией расходов на бензин) и дачи.
Старшим Группы, на момент её ликвидации, являлся 81-летний Маршал Советского Союза, бывший министр обороны СССР С. Л. Соколов.
При этом, некоторые члены Группы, Маршалы Советского Союза С. Л. Соколов, В. Г. Куликов, Н. В. Огарков, В. И. Петров, после её ликвидации, тем же Указом Ельцина, не были уволены с военной службы, а были переведены на должности советников Главного Командования Объединённых Вооруженных Сил СНГ.
Всего же через «райскую группу» с 1958 года по 1992 год прошли 179 представителей высшего командного состава ВС СССР и два гражданских лица.

## Известные члены
- Абанькин, Павел Сергеевич — адмирал, бывший начальник гидрографического управления Военно-морского флота СССР;
- Агальцов, Филипп Александрович
- Аганов, Сергей Христофорович — маршал инженерных войск, бывший начальник инженерных войск Министерства обороны СССР
- Амелько, Николай Николаевич — адмирал, бывший заместитель начальника Генерального штаба по ВМФ;
- Баграмян, Иван Христофорович — Маршал Советского Союза;
- Басистый, Николай Ефремович — адмирал, бывший заместитель командующего ВМФ по военно-научной работе;
- Батицкий Павел Федорович - генеральный инспектор группы генеральных инспекторов Министерства обороны СССР;
- Батов, Павел Иванович — генерал армии, бывший первый заместитель начальника Генерального штаба Вооружённых Сил СССР — начальник штаба Объединённых Вооружённых сил государств — участников Варшавского Договора;
- Белокосков, Василий Евлампиевич — генерал-полковник, бывший заместитель Министра обороны СССР по строительству и расквартированию войск;
- Берг, Аксель Иванович — адмирал-инженер;
- Бойчук, Ефим Васильевич — маршал артиллерии;
- Бо́лдин Ива́н Васи́льевич — генерал-полковник, бывший  1-й заместитель командующего войсками Киевского военного округа
- Бугаев, Борис Павлович — главный маршал авиации, бывший Министр гражданской авиации СССР;
- Василевский, Александр Михайлович — Маршал Советского Союза, бывший Начальник Генерального штаба Вооруженных сил, бывший министр обороны СССР;
- Воронов, Николай Николаевич — главный маршал артиллерии;
- Герасимов, Иван Александрович
- Гетман, Андрей Лаврентьевич — генерал армии, бывший Председатель Центрального Комитета ДОСААФ СССР;
- Горбатов, Александр Васильевич — генерал армии, бывший командующий войсками Прибалтийского военного округа;
- Горшков Сергей Георгиевич — Адмирал Флота Советского Союза, бывший главнокомандующий Военно-морским флотом СССР
- Гусаковский, Иосиф Ираклиевич — бывший начальник Главного управления кадров МО СССР (был самым возрастным членом, во время нахождения в группе к моменту расформирования исполнилось 87 лет, всего пробыл в группе 22 года);
- Драгунский, Давид Абрамович — генерал-полковник, бывший начальник курсов «Выстрел»
- Дутов, Владимир Николаевич — генерал-полковник, бывший начальник Центрального финансового управления МО.
- Ефимов Павел Иванович — генерал-полковник, бывший первый заместитель начальника Главного политического управления СА и ВМФ;
- Жадов Алексей Семёнович — генерал армии, бывший первый заместитель главнокомандующего Сухопутными войсками;
- Желто́в Алексей Сергеевич — генерал-полковник, бывший начальник Военно-политической академии имени В. И. Ленина.
- Захаров Матве́й Васи́льевич — Маршал Советского Союза, бывший Начальник Генерального штаба Вооруженных сил
- Ивашутин, Пётр Иванович — бывший начальник ГРУ Генштаба, генерал армии;
- Исаков, Иван Степанович — генеральный инспектор, Адмирал Флота Советского Союза;
- Казаков, Василий Иванович
- Казаков, Михаил Ильич — военный инспектор-советник, генерал армии;
- Казаков, Константин Петрович
- Катуков Михаил Ефимович — маршал бронетанковых войск, бывший заместитель начальника Главного управления боевой подготовки Сухопутных войск ;
- Кожедуб, Иван Никитович — маршал авиации;
- Куликов, Виктор Георгиевич
- Москаленко Кирилл Семенович  —  Маршал Советского Союза, бывший главный инспектор Министерства обороны СССР - заместитель Министра обороны СССР.
- Лащенко Пётр Николаевич — военный инспектор-советник, генерал армии. Бывший первый заместитель Главнокомандующего Сухопутными войсками;
- Левченко, Гордей Иванович — адмирал, бывший заместитель главнокомандующего ВМФ по боевой подготовке;
- Лео́нов Алексе́й Ива́нович — маршал войск связи, бывший начальник Войск связи Министерства обороны СССР;
- Лизичев, Алексей Дмитриевич — бывший начальник ГлавПУРа, генерал армии (был самым молодым, на момент включения в группу было 62 года);
- Лобов Влади́мир Никола́евич — генерал армии, бывший Начальник Генерального штаба Вооруженных сил;
- Логинов, Евгений Фёдорович — маршал авиации, бывший Министр гражданской авиации СССР
- Пётр Гео́ргиевич Лу́шев Главнокомандующий Объединёнными Вооружёнными силами государств — участников Варшавского договора
- Лосик Оле́г Алекса́ндрович — маршал бронетанковых войск, бывший начальник Военной академии бронетанковых войск;
- Маргелов Василий Филиппович — бывший командующий ВДВ, генерал армии;
- Мороз, Ива́н Миха́йлович — генерал-полковник авиации, бывший начальника политуправления Военно-воздушных сил
- Никитин Матвей Тимофеевич — генерал-полковник танковых войск, бывший начальник Главного штаба Сухопутных войск — 1-зам. главкома Сухопутных войск
- Обатуров Геннадий Иванович - первый заместитель главного инспектора, генерал-полковник
- Никола́й Васи́льевич Ога́рков
- Октябрьский (Ивано́в), Фили́пп Серге́евич — бывший начальник Черноморского высшего военно-морского училища, адмирал
- Передельский, Георгий Ефимович
- Пересыпкин Иван Терентьевич — бывший начальник войск связи Сухопутных войск, маршал войск связи;
- Плиев, Исса Александрович — бывший командующий Северо-Кавказским военным округом, генерал армии;
- Плотников Павел Михайлович - заместитель генерал-инспектора сухопутных войск;
- Покрышкин Александр Иванович — маршал авиации;
- Попов, Маркиан Михайлович — генерал армии, начальник Главного штаба — 1-й заместитель главнокомандующего Сухопутными войсками;
- Поплавский, Станислав Гилярович — генерал армии, бывший первый заместитель главного инспектора Министерства обороны СССР;
- Преображенский Евгений Николаевич — генерал-полковник авиации, командующий авиацией ВМФ СССР, заместитель главнокомандующего ВМФ СССР .
- Провалов Константин Иванович - заместитель главного инспектора, советник в Группе генеральных инспекторов;
- Пронин, Алексей Михайлович — генерал-лейтенант, бывший член Военного совета Московского военного округа;
- Прошляков, Алексей Иванович — маршал инженерных войск, бывший начальник инженерных войск Советской Армии;
- Радзиевский, Алексей Иванович
- Родимцев, Александр Ильич
- Рокоссовский, Константин Константинович — Маршал Советского Союза;
- Ротмистров Павел Алексеевич — главный маршал бронетанковых войск, бывший помощник Министра обороны СССР по высшим военно-учебным заведениям;
- Рудаков Алексей Павлович - генерал-полковник, заместитель главного инспектора
- Руденко, Сергей Игнатьевич  — маршал авиации, бывший начальник Военно-воздушной академии имени Ю. А. Гагарина
- Алекса́ндр Тимофе́евич Смирно́в начальник Центрального автомобильного управления Министерства обороны СССР
- Смирнов, Ефим Иванович — генерал-полковник медицинской службы , министр здравоохранения СССР
- Смирнов, Николай Иванович — адмирал флота, бывший первый заместитель Главнокомандующего Военно-Морским флотом СССР
- Никола́й Миха́йлович Скоморо́хов
- Скрипко, Николай Семёнович — маршал авиации, бывший командующий военно-транспортной авиацией;
- Соколов Сергей Леонидович -  Маршал Советского Союза, старший группы инспекторов;
- Судец Владимир Александрович — маршал авиации, бывший  Главнокомандующий Войсками ПВО СССР — заместитель министра обороны СССР
- Сусайков, Иван Захарович — генерал-полковник, бывший член Военного совета Туркестанского военного округа;
- Стученко, Андрей Трофимович — генерал армии, бывший командующий Закавказским военным округом;
- Тюленев, Иван Владимирович — генерал армии, бывший начальник управления вневойсковой подготовки Сухопутных войск;
- Федорчук, Виталий Васильевич — бывший председатель КГБ СССР, генерал армии;
- Федю́нинский Ива́н Ива́нович — генерал армии, бывший командующий Туркестанским военным округом;
- Хетагуров, Георгий Иванович — генерал армии, бывший командующий войсками Прибалтийского военного округа;
- Хрулёв, Андрей Васильевич — генерал армии, бывший заместитель наркома обороны СССР — начальник Главного управления тыла Красной Армии;
- Чечулин, Пётр Петрович — генерал-полковник, бывший научный консультант при Министерстве обороны СССР;
- Чуйков, Василий Иванович — Маршал Советского Союза, бывший Главнокомандующий Сухопутными войсками СССР;
- Шаба́нов Вита́лий Миха́йлович  — генерал армии, бывший председатель Государственной технической комиссии СССР, заместитель министра обороны ;
- Шалин, Михаил Алексеевич — генерал-полковник, бывший начальник ГРУ Генерального штаба ВС СССР;
- Шарохин, Михаил Николаевич — генерал-полковник;
- Шумилов, Михаил Степанович — генерал-полковник, бывший командующий Воронежским военным округом;
- Щёлоков, Николай Анисимович — генерал армии, бывший министр внутренних дел СССР[5];
- Яковлев, Николай Дмитриевич — маршал артиллерии, бывший первый заместитель Главнокомандующего войсками ПВО страны.

## В современной России
В 2008 году согласно директиве министра обороны России А. Э. Сердюкова, спустя шестнадцать лет после роспуска в Минобороны России была вновь создана Группа генеральных инспекторов Министерства обороны Российской Федерации, с 2011 года — Управление генеральных инспекторов Министерства обороны Российской Федерации, в штат которой входит не более 30 человек аналитиков и ведущих аналитиков (инспекторов и генеральных инспекторов).
В Управление генеральных инспекторов Минобороны России вошли бывший министр обороны СССР Маршал Советского Союза в отставке Д. Т. Язов, маршал артиллерии в отставке В. М. Михалкин. До своей смерти ведущим аналитиком управления являлся последний из остававшихся в живых советских маршалов бронетанковых войск О. А. Лосик.